# Thomas Benjamin Cooray
Služebník Boží Thomas Benjamin Cooray (28. prosince 1901 Periyamulla Negombo – 29. října 1988 Tewate Ragama) byl srílanský římskokatolický kněz, arcibiskup kolombský, kardinál.

## Život
Studoval v rodné zemi a poté také na Papežské univerzitě Angelicum. Vstoupil do řádu oblátů. Kněžské svěcení přijal 23. června 1929, působil jako kněz v arcidiecézi Kolombo. V prosinci 1945 byl jmenován titulárním arcibiskupem a současně biskupem-koadjutorem v Kolombo. Biskupské svěcení přijal 7. března 1946. Dne 26. července 1947 se stal arcibiskupem Kolombo. Účastnil se jednání Druhého vatikánského koncilu. Při papežské konzistoři 22. února 1965 ho papež sv. Pavel VI. jmenoval kardinálem. V září 1976 rezignoval na správu arcidiecéze. Účastnil se obou konkláve v roce 1978.

## Kanonizace
Jeho kanonizační proces byl započat v roce 2011.